# Сен-Тибо (Об)
Сен-Тибо́ (фр. Saint-Thibault) — коммуна во Франции, находится в регионе Шампань — Арденны. Департамент — Об. Входит в состав кантона Буйи. Округ коммуны — Труа.
Код INSEE коммуны — 10363.
Коммуна расположена приблизительно в 155 км к юго-востоку от Парижа, в 85 км южнее Шалон-ан-Шампани, в 12 км к юго-востоку от Труа.

## Население
Население коммуны на 2008 год составляло 466 человек.
| 1962 | 1968 | 1975 | 1982 | 1990 | 1999 | 2008 |
| ---- | ---- | ---- | ---- | ---- | ---- | ---- |
| 379  | 372  | 373  | 494  | 479  | 462  | 466  |

## Экономика
В 2007 году среди 353 человек в трудоспособном возрасте (15—64 лет) 255 были экономически активными, 98 — неактивными (показатель активности — 72,2 %, в 1999 году было 73,2 %). Из 255 активных работали 240 человек (138 мужчин и 102 женщины), безработных было 15 (7 мужчин и 8 женщин). Среди 98 неактивных 28 человек были учениками или студентами, 35 — пенсионерами, 35 были неактивными по другим причинам.